# Hochgeschwindigkeitsschleifen

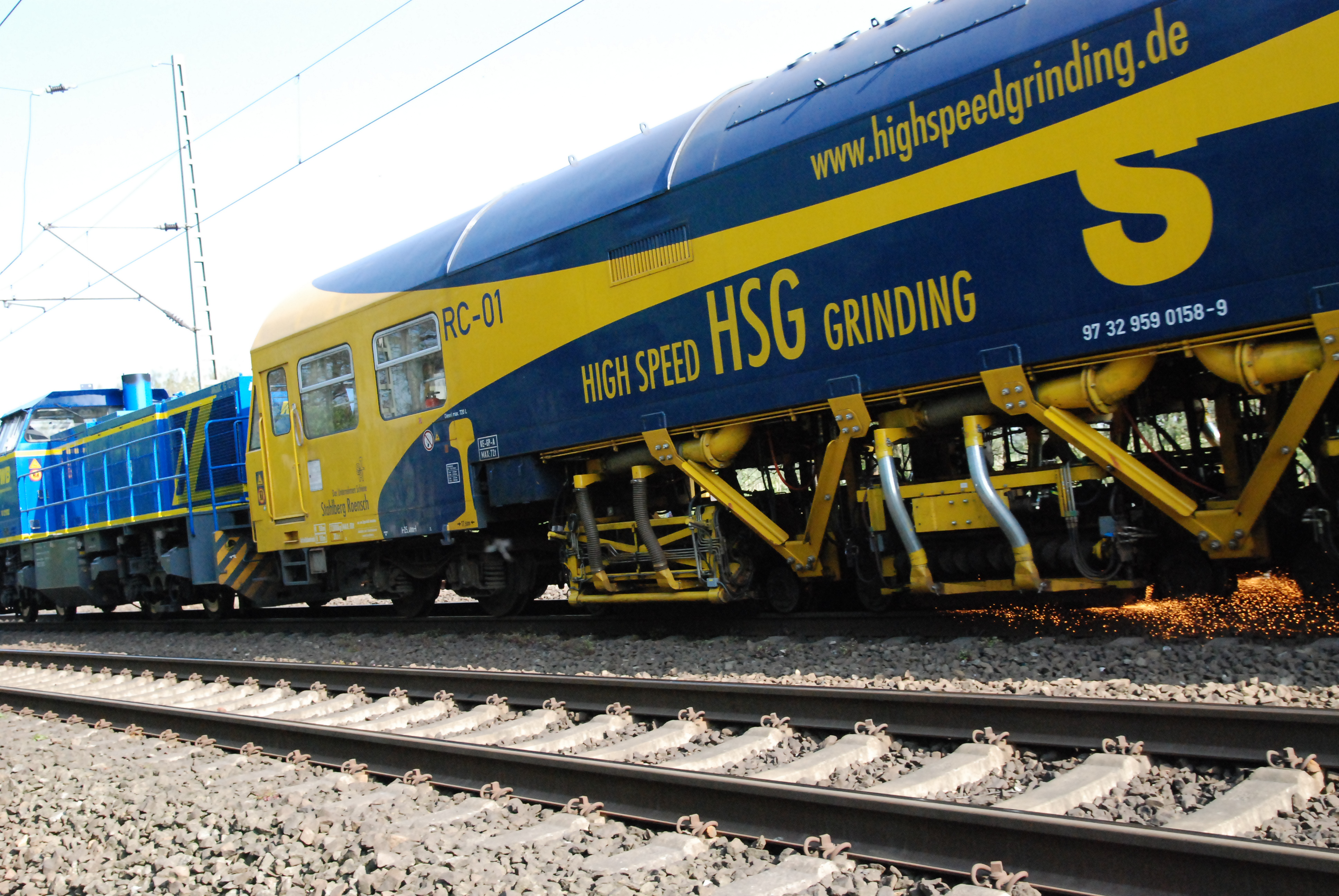
HSG-Schleifzug RC01 im Einsatz, 2009

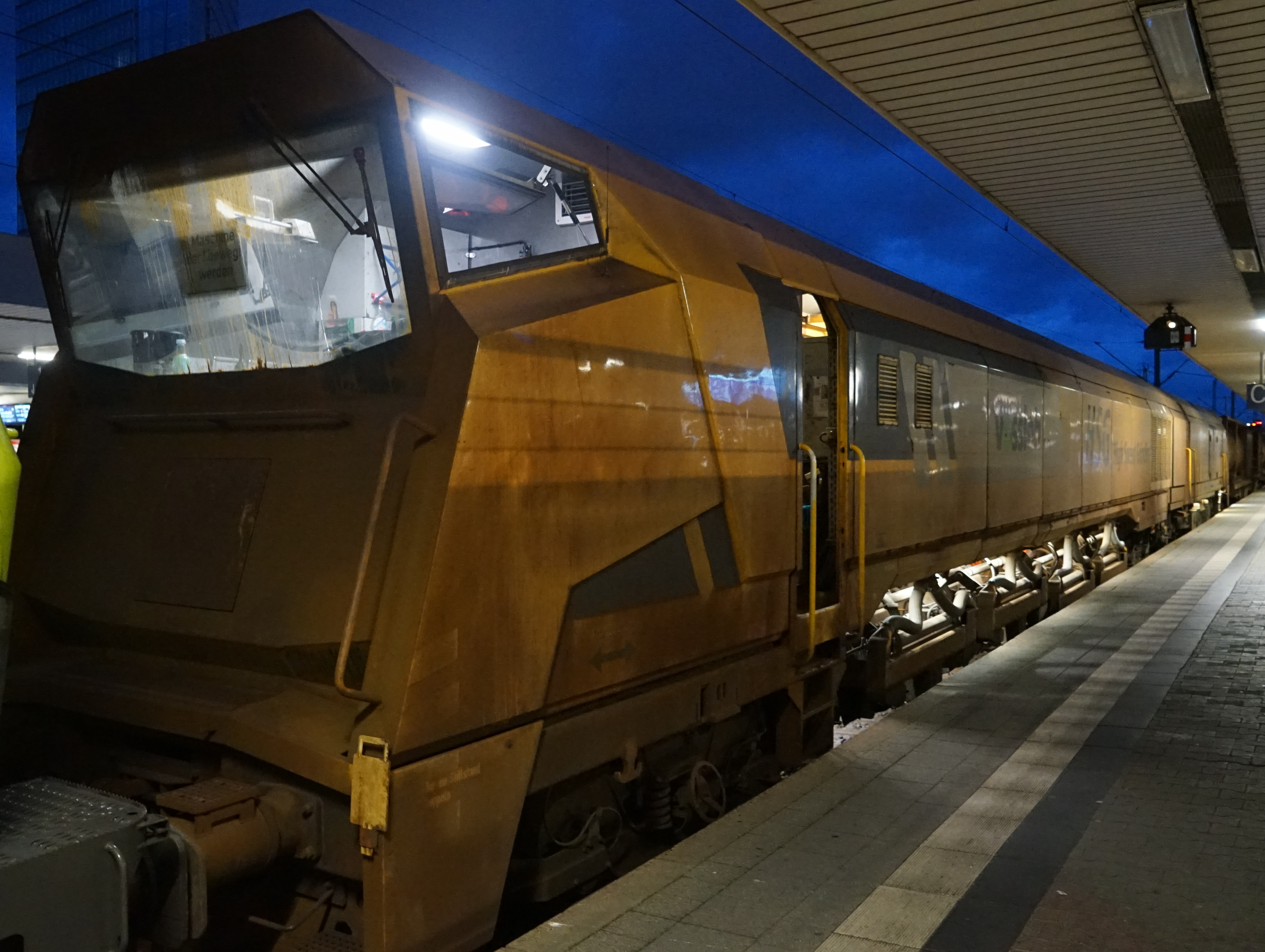
Schleifzug HSG-2 im Einsatz, 2025

Hochgeschwindigkeitsschleifen, auch englisch High Speed Grinding (HSG), ist ein Schienenbearbeitungsverfahren, bei dem Eisenbahnschienen auf Basis des Prinzips des Umfangschleifens mit Arbeitsgeschwindigkeiten von bis zu 80 km/h beschliffen werden.

## Ursprung
Die Betreiber von Schienennetzen stellen seit den 1990er Jahren zunehmend Oberflächenfehler auf ihren Schienen fest. Head Checks, Squats, Verriffelungen und andere sogenannte Rollkontaktermüdungsschäden (Englisch: rolling contact fatigue) sorgen für eine verkürzte Schienenlebensdauer, erhöhte Lärmemissionen und Betriebsbehinderungen. Das vermehrte Auftreten der Fehler wird zudem durch die stetig wachsende Verkehrslast beschleunigt. Eine Folge dieser Entwicklung ist ein erhöhter Instandhaltungsbedarf der Schienen.
Der steigende Instandhaltungsbedarf steht jedoch im Widerspruch zu den immer kleiner werdenden Instandhaltungsfenstern. Höhere Zugdichten verringern die Zeiträume, in denen Schienenarbeiten durchgeführt werden können. Dabei arbeiten herkömmliche Schienenbearbeitungsmaschinen (bspw. Schleif-, Fräs- oder Hobelmaschinen) nur mit Geschwindigkeiten von 1 bis 10 km/h, weshalb die Gleise, in denen die Maschinen arbeiten, grundsätzlich für den regulären Verkehr gesperrt werden müssen. Das bedeutet, dass fast ausschließlich nachts gearbeitet werden kann, da zu der Zeit weniger Züge fahren.
Diese Umstände führten zur Entwicklung von High Speed Grinding. Das Verfahren ermöglicht eine Schienenbearbeitung bei Geschwindigkeiten von bis zu 80 km/h und kann dadurch auch bei laufendem Verkehr eingesetzt werden. Als reguläre Zugfahrt fährt die Maschine zwischen Güter- und Personenzügen mit.

## Prinzip

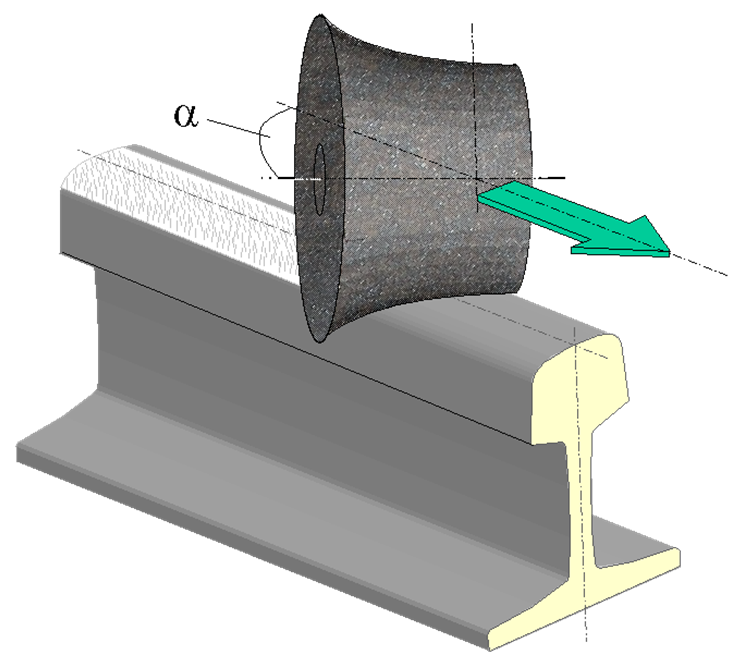
Prinzip High Speed Grinding

High Speed Grinding basiert auf dem Prinzip des Umfangschleifens. Die Schleifkörper sind dabei auf Schleifaggregate montiert und werden in einem vordefinierten Winkel zur Schiene stehend von einem Trägerfahrzeug über die zu schleifenden Schienen gezogen und dabei gedreht. Durch das gleichzeitige Ziehen und Drehen wird sowohl Material von der Schiene abgetragen als auch einer Überhitzung oder einseitigen Abnutzung der Schleifkörper entgegengewirkt.

## Umsetzung
Im Jahr 2002 hat die Firma Stahlberg Roensch aus Seevetal mit dem Schleifwagen „HSG-Light“ die Funktion und Vorteile des Schleifprinzips zum Schienenschleifen nachgewiesen. Der erste HSG-Schleifzug („RC01“) nahm seinen kommerziellen Betrieb fünf Jahre später auf. RC01 arbeitet mit vier Schleifaggregaten, die jeweils mit 24 Schleifkörpern bestückt sind. Neben regelmäßigen Einsätzen in Dänemark und der Schweiz wird er hauptsächlich auf stark befahrenen Abschnitten und Hochgeschwindigkeitsstrecken der DB Netz AG in Deutschland eingesetzt. Inzwischen werden Schleifzüge der zweiten Generation gebaut; in den Jahren 2011 und 2012 wurde in Deutschland jeweils ein neuer Schleifzug („HSG-2“) in Dienst gestellt.

## Anwendungsgebiete
- präventives Schienenschleifen zur Vorbeugung gegen Materialtransformation, die zu Oberflächenfehlern führt
- (herbstliche) Schmierfilmentfernung, um Traktion und gute elektrische Leitfähigkeit zu gewährleisten
- Schleifen zur Verringerung von Lärmemissionen der Schiene
- sogenanntes Neulagenschleifen, d. h. Entfernung der Walzhaut bei neuen Schienen